# Csonka-torony (Soltszentimre)
A Csonka-torony egy Soltszentimre és Csengőd határában található templomrom, Árpád-kori műemlék, bár pontos építési ideje nem ismert. A területen már a honfoglalás idején is laktak. A Duna–Tisza köze középső része fejedelmi, majd királyi birtok volt, ez fellelhető a környező település nevében is (Solt-Vadkert – királyi vadászterület). A templom alapja a 11. században készülhetett (bár az 1961-es ásatások során az építési időt a 14. századra tették, a szentély három oldalon záródó nyolcszög kiképzése miatt). A templom román stílusban épült, vastag lőrésszerű ablakokkal. Sem támpillérre, sem faltagozódásra utaló nyomok nem lelhetők fel.
A templom kelet-nyugat irányban helyezkedik el, egyhajós, a kapu dél felé nézett. Faragott vagy díszített köveket nem találtak (egyetlen faragott kő van csupán a templom szentélyének külső felén, de ezt utólag építhették be). A helyi monda szerint, addig áll a templom, míg e faragott kő a helyén van. A hajó hossza 12,80 m, szélessége 6,30 m. A szentély 4,8 m szélességű. A torony 2,60 × 2,80 m, magassága 10,6 m, hajdanán 4 emeletes volt. Építőanyaga túlnyomórészt réti mészkő (darázskő), de tartalmaz vulkáni eredetű kőzetet (andezit, andezittufa) is, amit távolabbról szállítottak ide. Kötőanyagként habarcsot használtak, melybe apróra zúzott égetett meszet oltottak. A külső falat is vakolattal látták el, ennek egy része még ma is látható (1930-ban még találtak a vakolatban 1522-ben keltezett bevésést). A mohácsi vész után a török a Duna-Tisza közét uralma alá vonta, a település – a többi 900 alföldi faluval együtt – elpusztult. Így maradt magára a templom a pusztában.
Már az 1860-as években történtek ásatások a rom körül a terület akkori gazdájának, Blaskovits Sándornak és családjának közbenjárására. Találtak rézkarikákat, római kori pénzeket, urnákat, dísztárgyakat, Anjou korabeli kardokat, dísztárgyakat. A leletek a kiskunhalasi gimnázium régiségtárába és a Magyar Nemzeti Múzeumba kerültek. Sajnos a régiségtár a második világháborúban megsemmisült. 1920 és 1931 között négy ízben végeztek még ásatásokat. Dokumentáció ezekről nem maradt fenn, csak néhány fénykép. A korabeli újságok is beszámoltak az ásatásokról, így a Magyarság (1930. augusztus 5.), az Új Barázda (1930. augusztus 6.), a Nemzeti Újság katolikus melléklete (1930. április 20.). A Csonka-torony környéki szőlőtelepítésekkor csontmaradványok és cseréptöredékek kerültek elő, de senki sem tulajdonított jelentőséget neki, így ezek a leletek sajnos elkallódtak.
A rom az 1920-as évekre rossz állapotba került, az északi oldalon lyuk tátongott, szükségszerűvé vált a felújítása. Az állagmegóvás legfőbb sürgetője az akkori plébános, Vorák Lajos volt. Az 1930-as Szent Imre évre sem sikerült elegendő pénzt összegyűjteni a munkálatokhoz. Ez idő tájt felmerült az az ötlet, hogy a templomot lebontanák, és a faluban eredeti állapotában újra felépítenék – mivel ekkor még nem volt temploma a községnek –, de ezt sem a műemlékvédelem nem engedélyezte, sem elegendő pénz nem volt rá, így a templomrom a helyén maradt. Harminc évi levelezés és gyűjtés után a munka végül csak 1961-re készült el, Erdei Ferenc tervei alapján. Az ezredforduló tájára újra felújításra szorult az épület. Már nem csak az idő, hanem a felelőtlen emberek is nyomot hagytak a sokat látott falakon. 2000-ben, a Millennium évében újra felfrissítésre került a templomrom. A torony egy fém süveget kapott, ami lehet, hogy nem a legesztétikusabb, de védi az évszázados falakat az egyre agresszívebb esőktől. 2000. augusztus 19-én színhelye volt a millenniumi zászló átadásának.

## Képek

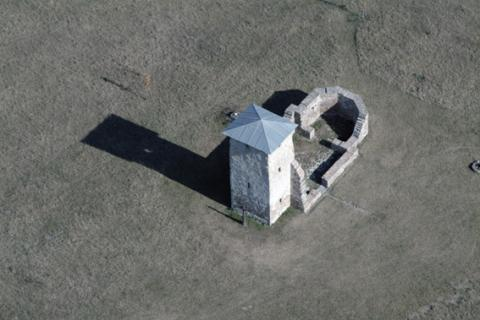
A Csonka-torony légi felvételen
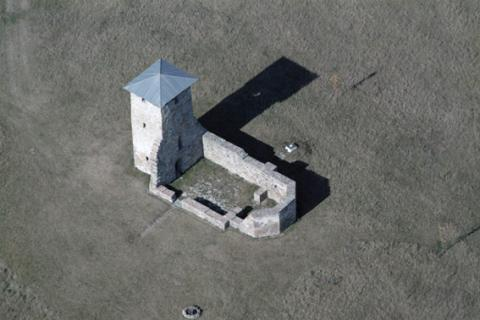
A Csonka-torony légi felvételen
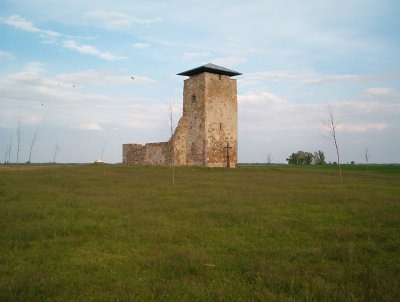
A Csonka-torony 2007-ben
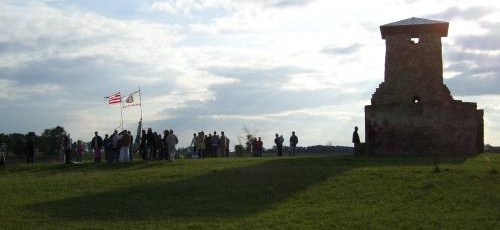
Ünnepség a Csonka-toronynál 2009-ben
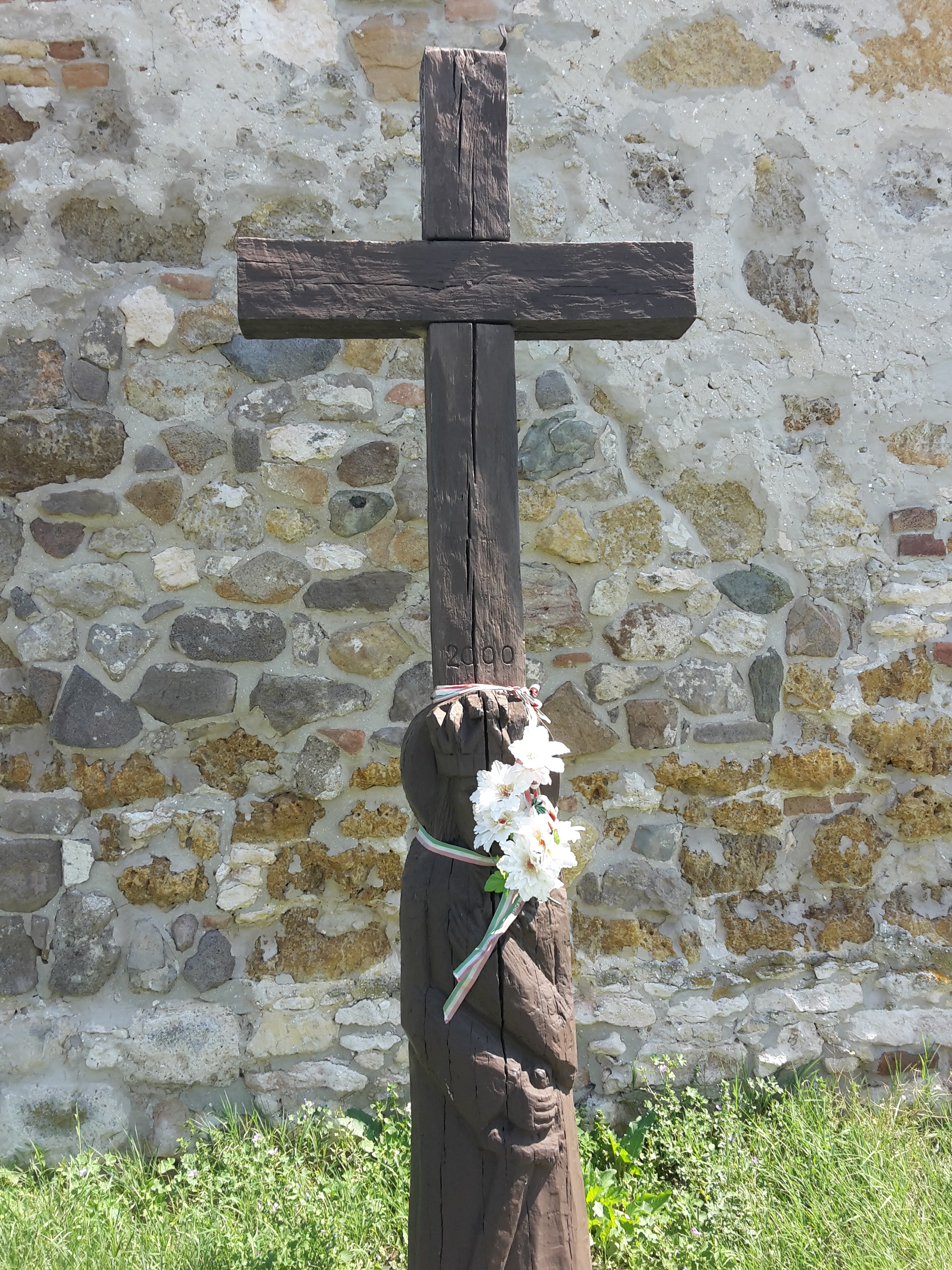
2000-ben állított kereszt

## Képek 2019

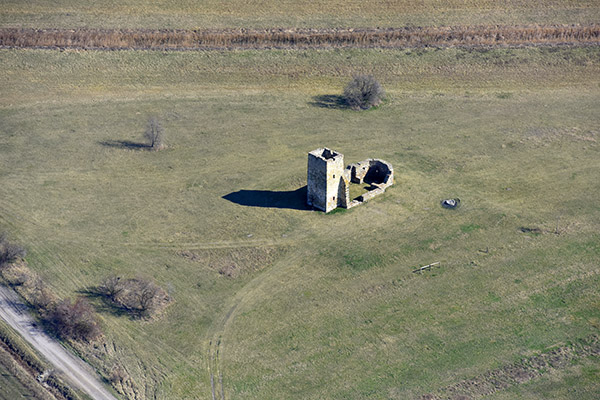
Soltszentimre, Csonka torony légi fotó
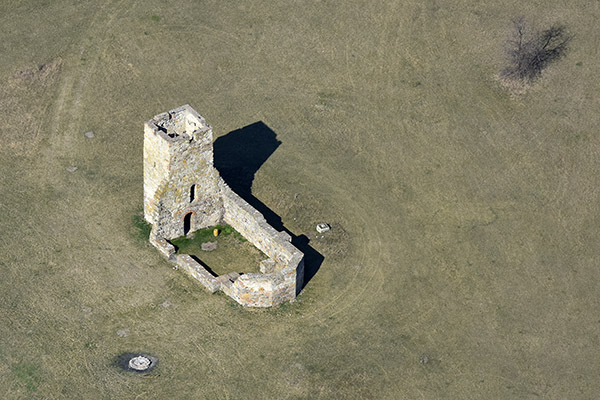
Légi felvételen a soltszentimrei Csonka torony
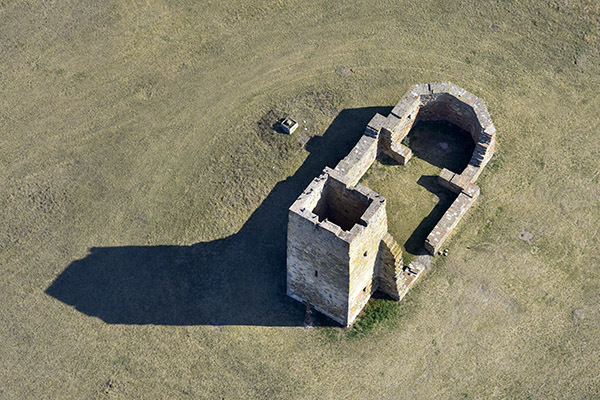
Csonka torony a magasból, Soltszentimre
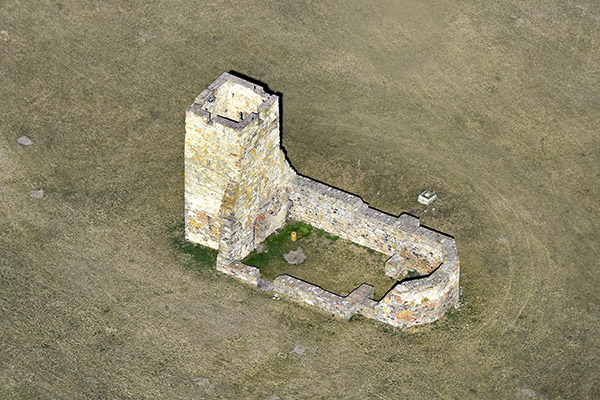
A Csonka torony Soltszentimrén a magasból